# Йон Масалін
Йон Масалін (фін. Jon Masalin, нар. 29 січня 1986, Гельсінкі) — фінський футболіст, що грав на позиції воротаря.
Виступав, зокрема, за клуб «Фредрікстад», а також молодіжну збірну Фінляндії.

## Клубна кар'єра
Народився 29 січня 1986 року в місті Гельсінкі. На молодіжному рівні Масалін починав кар'єру в ГІКу, потім перебрався в «Йокеріт». У 2002 році дебютував у першій команді цього клубу і незабаром перейшов до нідерландського «Геренвена», де грав за молодіжну команду. У 2003 році приєднався до молодіжної команди англійського клубу «Астон Вілла», де залишався до 2005 року, так і не дебютувавши на дорослому рівні. Потім Масалін повернувся на батьківщину, де грав за команду «Гямеенлінна».
У 2006 році Масалін покинув Фінляндію, щоб переїхати до Норвегії, де підписав контракт з командою «Нутодден», яка грала у 2-му дивізіоні, третьому рівні місцевої ліги. За підсумками сезону допоміг клубу підвищення до 1-го дивізіону. 9 квітня 2007 року Масалін дебютував у цьому дивізіоні, стартувавши в домашній грі проти «Рауфосса» (2:2). Загалом там зіграв 28 ігор, а клуб завершив чемпіонат на 9 місці, зберігши прописку.
15 грудня 2007 року фінський воротар перейшов у інший місцевий клуб «Хамаркамератене» на правах вільного агента. 25 травня 2008 року Масалін дебютував у вищому норвезькому дивізіоні, замінивши Івара Реннінгена в матчі проти «Ліллестрема» (1:1). Він провів 15 матчів протягом того самого сезону, який «ГамКам» завершив на 14-му місці, вилетівши до 1-го дивізіону.
Залишившись у команді наступного року, він продовжував чергувати місце у воротах з Іваром Реннінгеном, тоді як його команда знову була понижена, цього разу до 2-го дивізіону, після чого Масалін покинув «ГамКам» через закінчення контракту.
На початку 2010 року Масалін підписав контракт із «Фредрікстадом», де став дублером Лассе Става. В результаті він дебютував у своїй новій команді 16 травня 2010 року, вийшовши в стартовому складі під час домашньої гри проти «Лев-Гамом» (1:0). За підсумками сезону «Фредрікстад» посів на 3 місце, отримавши підвищення до вищого дивізіону через плей-оф. Там клуб провів два наступні сезони, після чого вилетів назад. Завершив професійну кар'єру футболіста виступами за команду «Фредрікстад» по завершенні сезону 2017 року, коли команда вилетіла до 2 дивізіону.

## Виступи за збірну
Масалін представляв юнацьку збірну Фінляндії (U-17) на домашньому юнацькому чемпіонаті світу 2003 року, але на поле не виходив.
Згодом залучався до складу молодіжної збірної Фінляндії, з якою брав участь у молодіжному чемпіонаті Європи 2009 року у Швеції, де фіни фінішували без очок на останньому четвертому місці, але Масалін на поле не виходив. Свій єдиний матч за «молодіжку» провів 21 серпня 2007 року проти Північної Ірландії (2:1), замінивши Анссі Яакколу в другому таймі.

## Статистика виступів

### Статистика клубних виступів
| Сезон                       | Клуб                        | Чемпіонат                   | Чемпіонат | Чемпіонат | Національний кубок | Національний кубок | Національний кубок | Континентальні кубки | Континентальні кубки | Континентальні кубки | Суперкубки | Суперкубки | Суперкубки | Усього | Усього |
| Сезон                       | Клуб                        | Ліга                        | Ігор      | Голів     | Ліга               | Ігор               | Голів              | Ліга                 | Ігор                 | Голів                | Ліга       | Ігор       | Голів      | Ігор   | Голів  |
| --------------------------- | --------------------------- | --------------------------- | --------- | --------- | ------------------ | ------------------ | ------------------ | -------------------- | -------------------- | -------------------- | ---------- | ---------- | ---------- | ------ | ------ |
| 2006                        | «Нутодден»                  | 2Д (ІІІ)                    | ?         | -?        | КН                 | ?                  | -?                 | -                    | -                    | -                    | -          | -          | -          | ?      | -?     |
| 2007                        | «Нутодден»                  | 1Д (ІІ)                     | 28        | -50       | КН                 | ?                  | -?                 | -                    | -                    | -                    | -          | -          | -          | 28+    | -50+   |
| Усього за «Нутодден»        | Усього за «Нутодден»        | Усього за «Нутодден»        | 28+       | -50       |                    | ?                  | -?                 |                      | -                    | -                    |            | -          | -          | 28+    | -50+   |
| 2008                        | «Хамаркамератене»           | ЕС                          | 15        | -27       | КН                 | 2                  | -2                 | -                    | -                    | -                    | -          | -          | -          | 17     | -29    |
| 2009                        | «Хамаркамератене»           | 1Д (ІІ)                     | 8         | -14       | КН                 | ?                  | -?                 | -                    | -                    | -                    | -          | -          | -          | 25     | -43+   |
| Усього за «Хамаркамератене» | Усього за «Хамаркамератене» | Усього за «Хамаркамератене» | 23        | -41       |                    | 2+                 | -2+                |                      | -                    | -                    |            | -          | -          | 25+    | -43+   |
| 2010                        | «Фредрікстад»               | 1Д (ІІ)                     | 10+3      | -11±1     | КН                 | ?                  | -?                 | -                    | -                    | -                    | -          | -          | -          | 13+    | -12+   |
| 2011                        | «Фредрікстад»               | ЕС                          | 7         | -11       | КН                 | 5                  | -5                 | -                    | -                    | -                    | -          | -          | -          | 12     | -16    |
| 2012                        | «Фредрікстад»               | ЕС                          | 14        | -29       | КН                 | 2                  | -3                 | -                    | -                    | -                    | -          | -          | -          | 16     | -32    |
| 2013                        | «Фредрікстад»               | 1Д (ІІ)                     | 17        | -22       | КН                 | 0                  | 0                  | -                    | -                    | -                    | -          | -          | -          | 17     | -22    |
| 2014                        | «Фредрікстад»               | 1Д (ІІ)                     | 29+1      | -26±2     | КН                 | 1                  | -1                 | -                    | -                    | -                    | -          | -          | -          | 31     | -29    |
| 2015                        | «Фредрікстад»               | 1Д (ІІ)                     | 10        | -21       | КН                 | 0                  | 0                  | -                    | -                    | -                    | -          | -          | -          | 10     | -21    |
| 2016                        | «Фредрікстад»               | 1Д (ІІ)                     | 0         | 0         | КН                 | 0                  | 0                  | -                    | -                    | -                    | -          | -          | -          | 0      | 0      |
| 2017                        | «Фредрікстад»               | 1Д (ІІ)                     | 2+2       | -5±5      | КН                 | 0                  | 0                  | -                    | -                    | -                    | -          | -          | -          | 4      | -10    |
| Усього за «Фредрікстад»     | Усього за «Фредрікстад»     | Усього за «Фредрікстад»     | 89+6      | -125±8    |                    | 8                  | -9+                |                      | -                    | -                    |            | -          | -          | 103+   | -142+  |
| Усього за кар'єру           | Усього за кар'єру           | Усього за кар'єру           | 140+6     | -216±8    |                    | 10+                | -11+               |                      | -                    | -                    |            | -          | -          | 156+   | -235   |